# Vallo di Nera
Vallo di Nera – miejscowość i gmina we Włoszech, w regionie Umbria, w prowincji Perugia.
Według danych na rok 2004 gminę zamieszkuje 427 osób, 12,2 os./km².

## Linki zewnętrzne

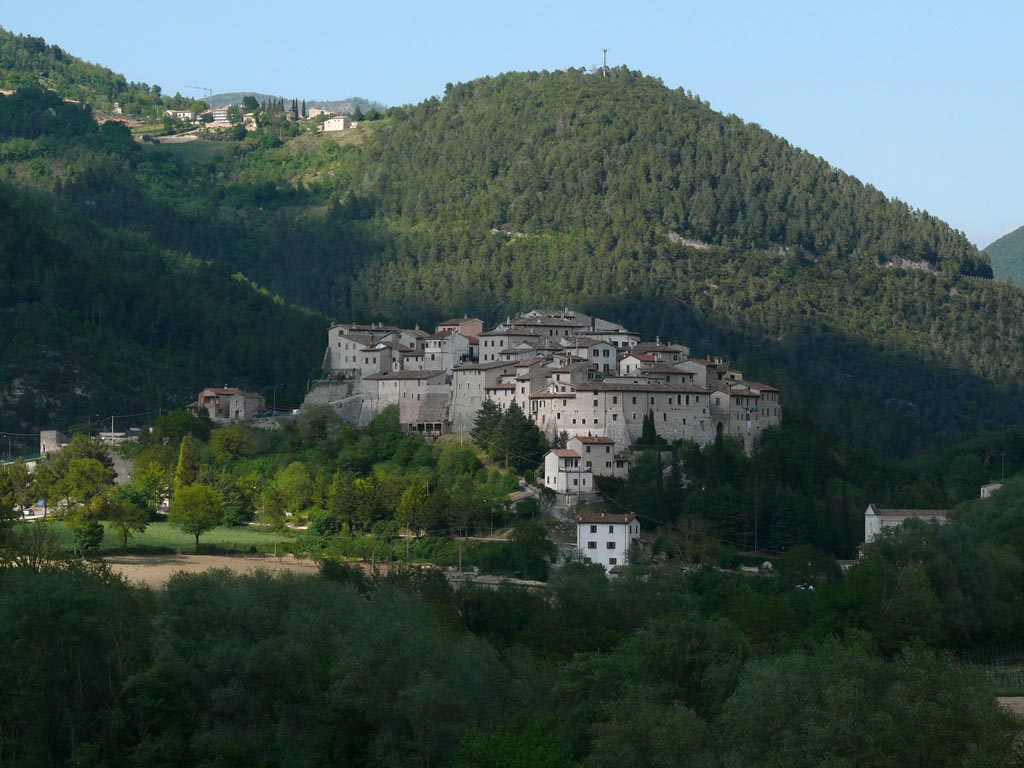
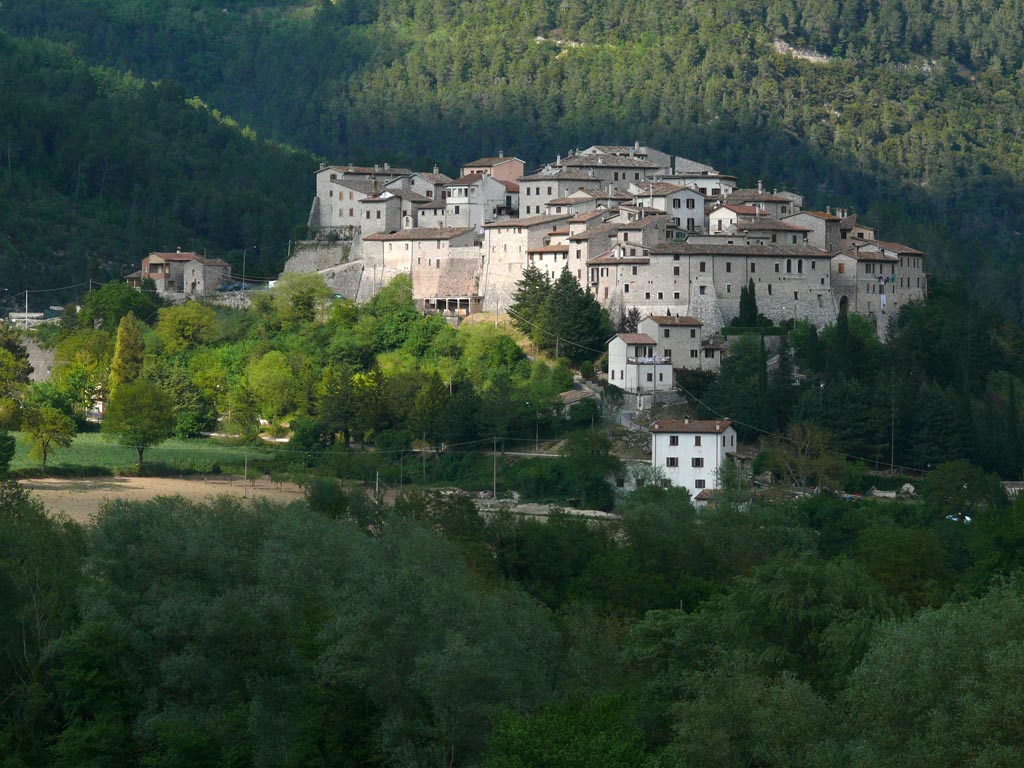